# Tegosa selenoides
Tegosa selenoides är en fjärilsart som beskrevs av Hall 1928. Tegosa selenoides ingår i släktet Tegosa och familjen praktfjärilar. Inga underarter finns listade i Catalogue of Life.